# Urbanism tactic

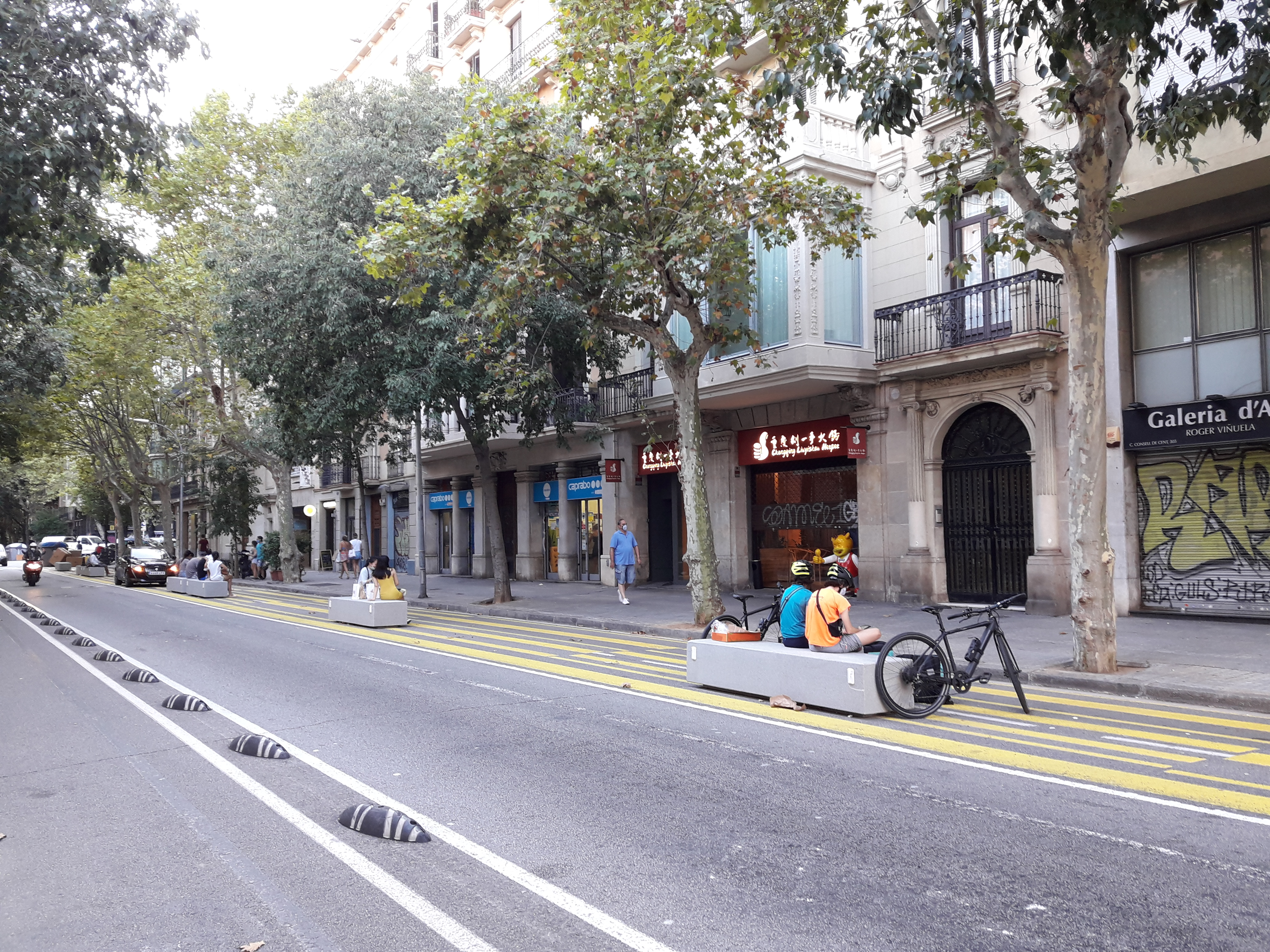
Orașul Barcelona a utilizat vopsea, bănci, ghivece sau separatoare rutiere pentru a obține mai mult spațiu pentru pietoni și cicliști într-un timp scurt și cu costuri reduse.

Urbanismul tactic este o abordare în planificarea și intervenția în spațiul urban, caracterizată prin costuri reduse, scară mică, rapiditate în implementare, reversibilitate și implicarea cetățenilor în luarea deciziilor. Scopul este de a transforma orașul pentru a-l face mai plăcut, primitor, durabil și sigur, prin reevaluarea utilizării și ocupării spațiilor publice.
De obicei, urbanismul tactic folosește elemente urbane efemere și portabile, cum ar fi vopsirea sau mobilierul urban, pentru a marca noul scop al acelui spațiu fără a modifica infrastructura. Acest lucru permite evaluarea experimentală a efectului dorit al intervenției, posibilitatea includerii de îmbunătățiri sau necesitatea de a face permanentă schimbarea de utilizare.
Termenul de urbanism tactic a devenit popular în a doua jumătate a anilor 2000 pentru a se referi la o multitudine de acțiuni cetățenești și de activism urban care au început să apară în întreaga lume și care aveau ca obiectiv comun recuperarea spațiilor pentru cetățeni și implicarea locuitorilor în modelarea mediului lor cotidian.
Urbanismul tactic este influențat, printre alții, de contribuțiile urbaniștilor, arhitecților, geografilor umani, sociologilor sau filozofilor precum Jane Jacobs, Peter Hall, Hannah Arendt, Jürgen Habermas, Paul Davidoff sau David Harvey.
În funcție de perspectiva ideologică, durata intervenției sau dacă aceste acțiuni sunt realizate de instituții sau de activiști, conceptul mai primește denumiri precum urbanism emergent, urbanism de guerrilla, urbanism punk, urbanism participativ, urbanism precar, urbanism de jos în sus, prototipuri urban sau planificare făcând.